# Iltutmish

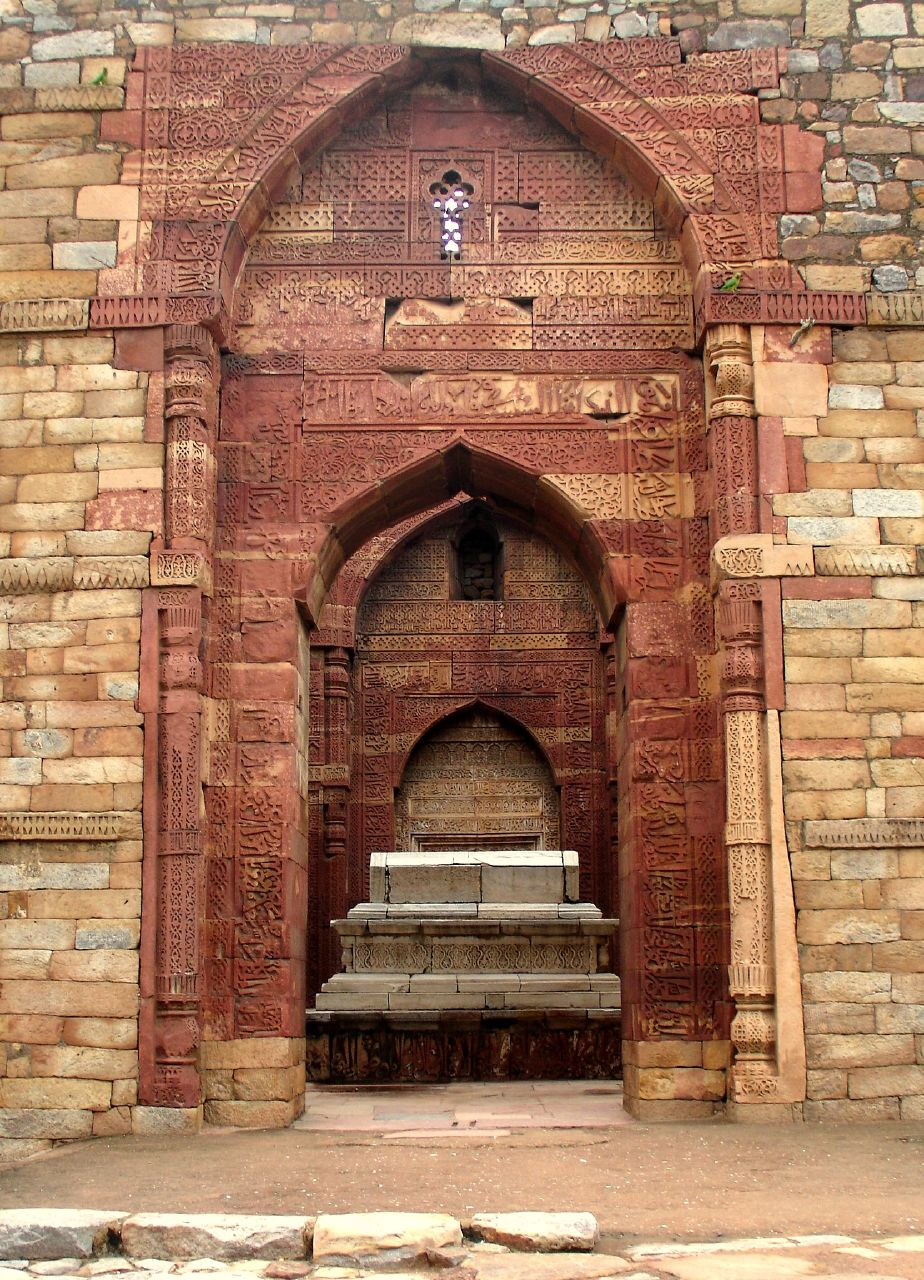
Tombe van Iltutmish in het Qutb Minar complex (Delhi)

Shams-ud-din Iltutmish, of Altamash, (Urdu: شمس الدین التتمش; ca. 1150 - Delhi, 1 mei 1236) was de derde, mammelukse sultan van Delhi. Iltutmish was een capabel heerser die publieke voorzieningen liet bouwen en het bestuur van het sultanaat opzette. Verschillende van zijn kinderen zaten na hem op de troon: onder andere zijn zoon Rukn ud din Firuz (1236) en zijn dochter Raziyyat ud din Sultana (1236-1240).

## Levensloop
Iltutmish was een Turkse slaaf, waarschijnlijk afkomstig uit de omgeving van Bukhara. In het Ghowridenrijk diende hij onder veldheer Qutbuddin Aibak, die later sultan van Delhi werd. Vanwege zijn militaire verdiensten in een campagne tegen de Khokhars gaf sultan Muhammad Ghowri hem in 1205 zijn vrijheid. Iltutmish maakte ook daarna snel carrière: hij diende als gouverneur van achtereenvolgens Gwalior, Baran en Badaun en trouwde een dochter van Qutbuddin.

### Successie en consolidatie
Toen Qutbuddin in 1210 stierf volgde een korte periode van verwarring. De door Muhammad Ghowri aangestelde leiders schaarden zich achter Aram Shah, terwijl de door Qutbuddin aangestelde notabelen voor Iltutmish kozen. Aram Shah werd in Lahore tot sultan uitgeroepen, terwijl Iltutmish in Delhi gekroond werd. Aram Shah marcheerde daarop richting Delhi maar sneuvelde in de strijd, waarna Iltutmish' heerschappij over het noorden onbetwist was. Het rijk van Qutbuddin was echter in vieren gesplitst. In het noordwesten, in Ghazni, had Tajuddin Elduz, de geadopteerde zoon van Muhammad Ghowri, zich tot sultan uitgeroepen. Hij eiste Lahore op en bedreigde Delhi. In het zuidwesten had ook de gouverneur van Multan en Uch, Nasiruddin Qabacha, zich onafhankelijk verklaard. In Bengalen, in het oosten, hadden ondertussen de Khalji's hetzelfde gedaan. Aan de randen van het rijk hadden onder Qutbuddin onderworpen gebieden het gezag van de sultans weer afgeworpen.
Iltutmish sloeg eerst een opstand van de Turks-Perzische notabelen ("amirs") neer, om vervolgens randgebieden van het sultanaat, zoals Varanasi en gebieden in de Siwaliks weer onder controle van Delhi te brengen. Hij wist de bedreiging van Tajuddin Elduz te bezweren door deze aanvankelijk als zijn meerdere te erkennen. In 1214  eiste Elduz de troon van Delhi op, omdat hij uit Ghazni was verjaagd door Muhammad II van Chorasmië. Iltutmish weigerde dit en versloeg Elduz bij Tarain. Elduz werd gevangengenomen en later terechtgesteld.
Gelijktijdig had Qabacha de Punjab ingenomen. In 1217 verjoeg Iltutmish Qabacha uit Lahore. Iltutmish achtervolgde zijn vijand niet verder naar het zuiden, omdat in het noorden inmiddels een nieuwe bedreiging verscheen, de Mongolen van Dzjengis Khan. Deze hadden Centraal-Azië en Chorasmië onder de voet gelopen. De zoon van de Muhammad II van Chorasmië, Jalal ad-Din Mingburnu, vluchtte naar India, waar Iltutmish hem echter geen asiel wilde verlenen. Mingburnu viel daarop Qabacha aan en wist Multan op hem te veroveren.

### Latere regering
Iltutmish liet zilveren en koperen munten slaan. Hij hervormde het lokale bestuur door het iqtasysteem in te voeren, dat wijd verspreid was in de Middeleeuwse islamitische wereld. Onder dit systeem werd het hele rijk opgedeeld in gebiedjes waar leden van de nieuwe, merendeels islamitische, Turks-Perzische elite het recht kregen belasting te innen. De machthebber in kwestie (de muqti) werd daarbij verantwoordelijk voor het bestuur en de rechtspraak in het gebiedje. Iltutmish beloonde zijn soldaten met iqta's, zodat hij ze geen soldij hoefde te betalen.
Hoewel hij de door Qutbuddin in Delhi begonnen Qutb Minar niet af liet bouwen, liet Iltutmish diverse bouwprojecten uitvoeren, zowel in Delhi als elders in zijn rijk. In Delhi liet hij de Hauz-i-Shamsi, een groot waterreservoir aanleggen ter voorziening van drinkwater voor de stad. Toen zijn oudste zoon in 1229 stierf liet hij een mausoleum bouwen, de Sultan Ghari. Dit was het eerste islamitische mausoleum in Delhi. Iltutmish' eigen tombe ligt in het Qutb Minar-complex in Mehrauli (zuiden van Delhi).
Iltutmish trok in 1225 opnieuw ten strijde, ditmaal in het oosten, tegen de Khalji's. Hij wist in 1225-1226 het zuiden van Bihar te veroveren en in 1226 Lakhnauti. Pas in 1231 had hij de Khalji's onderworpen en Bengalen aan zijn rijk toegevoegd. In dezelfde periode voerde Iltutmish ook strijd tegen de Rajputs. Zo onderwierp hij Ranthambore (1226), Mandsaur (1227), Bajana, Ajmer, Sambhar, Nagaur (1230) en Gwalior (1231). Ujjain werd in 1235 ingenomen en geplunderd.
Toen Dzjengis Khan in 1227 overleed, nam het Mongoolse gevaar tijdelijk af. Iltutmish maakte van de gelegenheid gebruik om Qabacha te verslaan en Multan en Sindh aan zijn rijk toe te voegen. Qabacha kwam om bij het beleg van Bhakkar, aan de oevers van de Indus.
Iltutmish liet bij zijn dood in 1236 een sultanaat achter met een werkende administratie en een goed functionerend leger. Hij had zijn dochter Razia, die geschoold was in de krijgskunst, tot zijn opvolger benoemd. De raad van 40 notabelen die hij had ingesteld weigerde echter een vrouw tot sultan te benoemen en koos in plaats daarvan voor Iltutmish' incapabele zoon Ruknuddin Firuz. Deze bleef slechts een half jaar op de troon, daarna kozen de notabelen alsnog voor Razia.